# Gerhard Krüger (Kameramann)
Gerhard Krüger (* 24. März 1920 in Berlin; † 25. April 1986 in München) war ein deutscher Kameramann.

## Leben und Werk
Krüger besuchte in Berlin die Meisterschule für Graphik im Studienbereich Fotografie. Zu Beginn der 1940er-Jahre begann er seine Laufbahn als Kameraoperateur und Kameraassistent unter anderem bei Oskar Schnirch.
Nach Kriegsende arbeitete er in diesen Funktionen und als einfacher Kameramann sowie in Man nennt es Liebe auch als Co-Kameramann unter Werner Krien. Dabei war er an Filmen wie Bonjour Kathrin (1956), Die Trapp-Familie (1956) und Mädchen in Uniform (1958) beteiligt. 
Veit Harlans letzter Film Ich werde dich auf Händen tragen wurde 1958 Krügers erster Einsatz als alleiniger Chefkameramann. Danach drehte er hauptsächlich Reise- und Musikfilme für die Produktionsfirma Piran, in denen zeitgenössische Schlagerstars wie Vivi Bach, Rex Gildo, Peter Kraus und Freddy Quinn im Mittelpunkt standen. Im Jahr 1971 wechselte er zum Fernsehen, wo er unter anderem die Kinderserie Kli-Kla-Klawitter aufnahm. 

## Filmografie
- 1953: Man nennt es Liebe
- 1958: Ich werde dich auf Händen tragen
- 1959: Liebe verboten – Heiraten erlaubt
- 1960: Bomben auf Monte Carlo
- 1961: Am Sonntag will mein Süßer mit mir segeln gehn
- 1961: So liebt und küßt man in Tirol
- 1962: Freddy und das Lied der Südsee
- 1962: Die Post geht ab
- 1963: Und wenn der ganze Schnee verbrennt
- 1963: Erotikon – Karussell der Leidenschaften
- 1963: Hedda Gabler (Fernsehfilm)
- 1963: Apartment-Zauber
- 1964: Wenn man baden geht auf Teneriffa
- 1964: Maibritt, das Mädchen von den Inseln
- 1966: Komm mit zur blauen Adria
- 1966: Das sündige Dorf
- 1966: Brille und Bombe: Bei uns liegen Sie richtig!
- 1968: Rinaldo Rinaldini, der Räuberhauptmann (La kermesse des brigands, Fernsehserie)
- 1968: Der Partyphotograph
- 1971: Sie liebten sich einen Sommer
- 1974: Unter einem Dach (Fernsehserie)
- 1974: Kli-Kla-Klawitter (Fernsehserie)